# Embalse La Florida (reservoar i Argentina)
Embalse La Florida är en reservoar i Argentina.   Den ligger i provinsen San Luis, i den centrala delen av landet, 700 km väster om huvudstaden Buenos Aires. Embalse La Florida ligger 1 020 meter över havet. Arean är 6,1 kvadratkilometer. Den sträcker sig 3,8 kilometer i nord-sydlig riktning, och 5,2 kilometer i öst-västlig riktning.
Omgivningarna runt Embalse La Florida är i huvudsak ett öppet busklandskap. Runt Embalse La Florida är det mycket glesbefolkat, med 3 invånare per kvadratkilometer.